# سیاست درهای باز
سیاست درهای باز (انگلیسی: Open Door Policy) این اصطلاح به سیاستی گفته می‌شود که برای نخستین بار توسط جان هی وزیر امور خارجه وقت ایالات متحده آمریکا در سپتامبر سال ۱۸۹۹ برای توسعه اقتصادی چین به‌منظور صیانت از استقلال و وحدت سیاسی آن کشور پیشنهاد گردید. این اصطلاح امروزه به خط مشی‌هایی گفته می‌شود که طبق آن از لحاظ تجاری با کلیه کشورها، ترتیبی اعمال می‌شود که به هیچ یک از آن‌ها حق انحصاری یا امتیاز خاصی اعطا نمی‌گردد.